# Theridion nadleri
Theridion nadleri är en spindelart som beskrevs av Claude Lévi 1959. Theridion nadleri ingår i släktet Theridion och familjen klotspindlar. Inga underarter finns listade i Catalogue of Life.